# Colloque entre Monos et Una
Colloque entre Monos et Una (The Colloquy of Monos and Una) est une nouvelle d'Edgar Allan Poe publiée pour la première fois en août 1841. Traduite en français par Charles Baudelaire, elle fait partie du recueil Nouvelles histoires extraordinaires.

## Résumé
Monos, mort et ressuscité, décrit à Una son passage par la mort et les étapes de sa décomposition physique. Avant de mourir, il critique le progrès et la civilisation de son époque, qu'il considère responsables de la dégradation de l'humanité. Il dénonce notamment l'excès de science, le triomphe de l'utilitarisme, le mépris de la poésie et de l'art, l'avènement de la démocratie universelle et
la destruction de la nature.
Le récit détaille ensuite les étapes de la mort : d'abord une exacerbation des sens, puis leur confusion progressive, jusqu'à l'émergence d'un "sixième sens" lié à la perception du temps. S'ensuit la décomposition dans la tombe, jusqu'à la disparition totale de la conscience, remplacée par la seule perception du lieu et du temps.